# Bătălia de la Narva (1700)
Bătălia de la Narva (rusă Битва при Нарве; suedeză Slaget vid Narva) a avut loc pe 19 noiembrieCalendarul iulian/ 30 noiembrieCalendarul gregorian-1700 și a fost parte a Marelui Război al Nordului (1700-1721). Locul de desfășurare a fost Narva, Imperiul Suedez (actual Estonia) și, adversare au fost armaterele terestre din Imperiul Suedez și Țaratul Rusiei.

## Urmări
După ce a pierdut Bătălia de la Narva din 1700, guvernul rus a oprit desființarea unor regimente de streliți care se revoltaseră anterior în 1661 și în alte ocazii.